# Landschaftsschutzgebiet Hochmoor am Mooracker- und 1. Hochmoorweg
Das Landschaftsschutzgebiet Hochmoor am Mooracker- und 1. Hochmoorweg ist ein Landschaftsschutzgebiet im Landkreis Aurich des Bundeslandes Niedersachsen. Es trägt die Nummer LSG AUR 00023 und liegt vollständig auf dem Gebiet der Gemeinde Ihlow.

## Beschreibung des Gebiets
Das 1974 ausgewiesene Landschaftsschutzgebiet umfasst eine Fläche von 0,22 Quadratkilometern und liegt südöstlich der Straße Moorackerweg im Ihlower Ortsteil Ludwigsdorf. Es ist ein „Hochmoorrelikt im kleinräumigen Wechsel von Hochmoorgrünland und naturnaher degenerierter Hochmoorreststreifen mit unterschiedlichen Sukzessionsstadien“.
Das Gebiet hat nach Ansicht des Landkreises Aurich eine „Besondere Bedeutung für die Landschaftsgeschichte“.

## Schutzzweck
Genereller Schutzzweck sind die „Belebung des Landschaftsbildes durch Eigenart und Naturhaftigkeit der degenerierten Hochmoorreste“, die „Erhaltung und Wiederherstellung von Lebensstätten standortgerechter Vegetationseinheiten und spezifischer Tierartenvorkommen“, die „ungestörte Erholung in Natur und Landschaft“, sowie die „Erhaltung historisch gewachsener Kulturlandschaften.“